# Drzewo z Ténéré

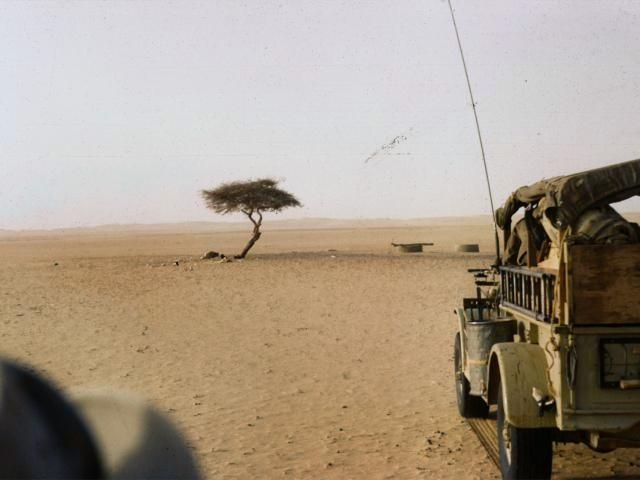
Drzewo z Ténéré (1961)

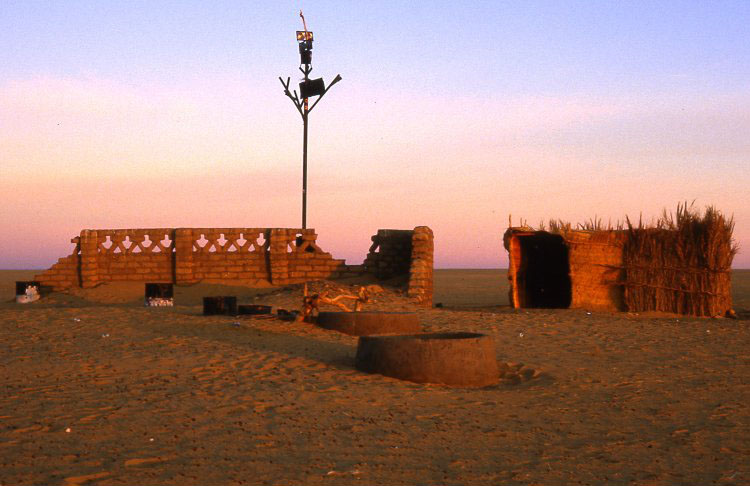
Metalowa rzeźba stojąca w miejscu drzewa (1985)

Drzewo z Ténéré (fr. L'Arbre du Ténéré) – akacja z gatunku Acacia tortilis subsp. raddiana (Savi) Brenan, która rosła samotnie w Ténéré, pustynnym regionie Nigru. Ponieważ była jedynym drzewem w promieniu 400 km, uznano ją za najbardziej osamotnione drzewo na Ziemi. Dzięki temu stała się czymś w rodzaju drogowskazu dla przemierzających pustynię karawan oraz jedynym punktem orientacyjnym, który zaznaczano na mapach tego regionu. Gdy Michel Lesourd z Service central des affaires sahariennes zobaczył drzewo w 1939 roku, napisał, że jest to „żywa latarnia morska”. Pomimo niesprzyjających warunków klimatycznych drzewo mogło przetrwać dzięki bardzo rozłożystemu i głębokiemu systemowi korzeni, który sięgał ok. 40 m w głąb ziemi.
Akacja rosła na pustyni przez kilkaset lat, jednak w 1973 roku prawdopodobnie pijany libijski kierowca uderzył w nią ciężarówką. 8 listopada tego samego roku drzewo przeniesiono do muzeum narodowego Nigru w Niamey, a na jego miejscu postawiono metalową rzeźbę anonimowego artysty, która służy za punkt orientacyjny.
Drzewo z Ténéré było ostatnim rosnącym na tym terenie okazem gatunku Acacia tortilis, niegdyś tworzącego gęste zarośla w tym pustynnym obecnie rejonie Sahary. Z powodu zmian klimatycznych bujny las zmienił się w pustynię, na której roczne opady wynoszą zaledwie 25 mm. W takich warunkach trudno o wodę nawet z podziemnych źródeł, a jednak trzymetrowa akacja przetrwała w tym suchym miejscu. Początkowo sądzono, że w pobliżu drzewa istnieje jakieś źródło wody, ale kiedy na przełomie 1938/39 roku w pobliżu wykopano studnię, na głębokości 33–36 m natrafiono na korzenie drzewa. Wiek akacji oszacowano na 300 lat.